# Agarista agricola
Agarista agricola är en fjärilsart som beskrevs av Donovan 1805. Agarista agricola ingår i släktet Agarista och familjen nattflyn. Inga underarter finns listade i Catalogue of Life.

## Bildgalleri

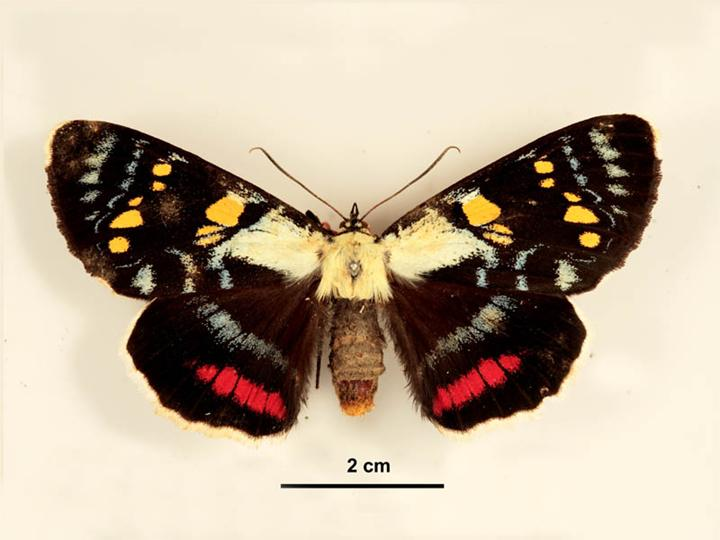
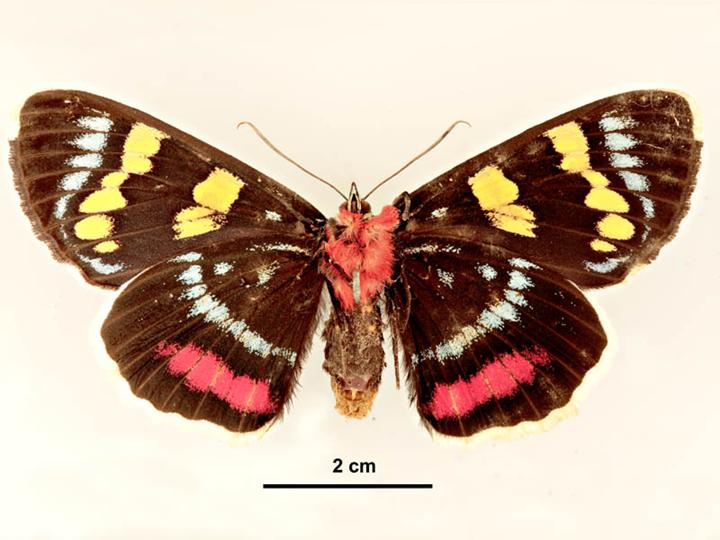
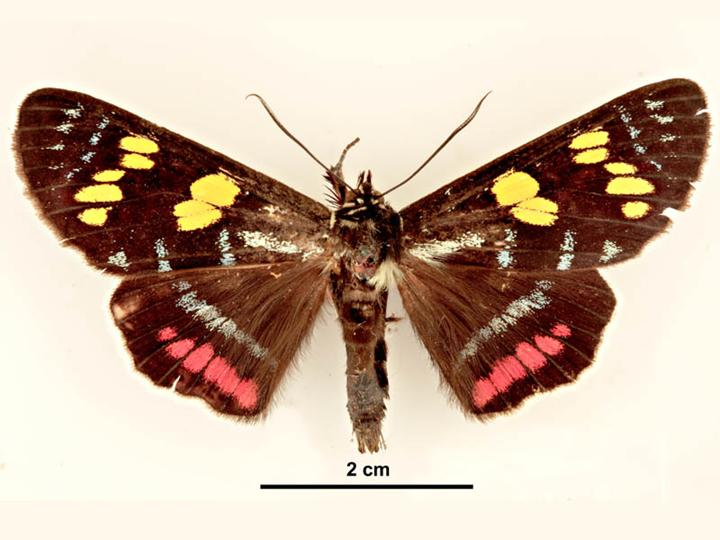
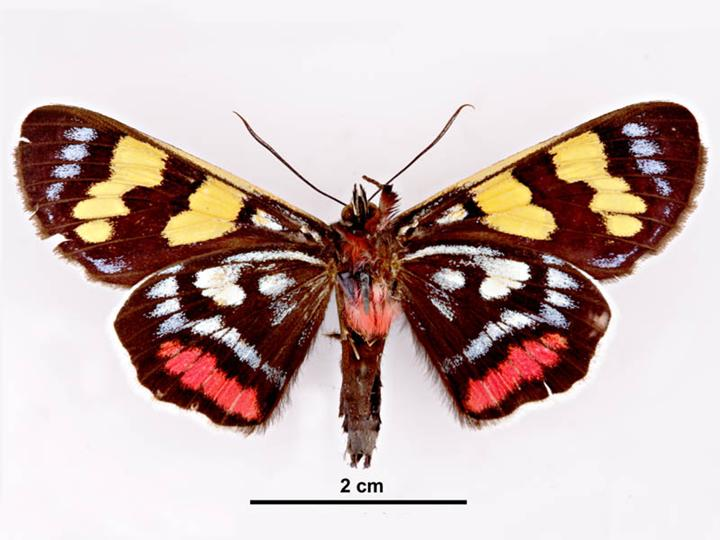
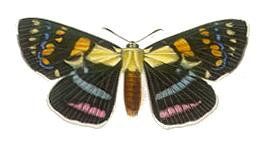
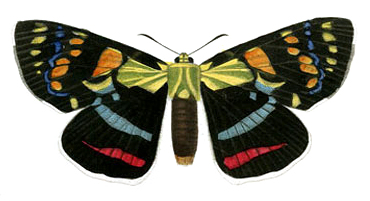